# Uddeholms herrgård
Uddeholms herrgård is een landgoed in de Zweedse plaats Uddeholm met daarop een herenhuis en de kapel van Uddeholm. Het herenhuis werd in het begin van de 19e eeuw gebouwd als nieuw herenhuis voor de Zweedse ondernemersfamilie Geijer. De familie was sinds 1715 in het bezit van een toen nog privaat ijzerbedrijf wat tegenwoordig is uitgegroeid tot de multinational Uddeholms AB. Tot 1915 was het herenhuis het hoofdkantoor van deze ijzerverwerker, waarna het bedrijf een nieuw hoofdkantoor liet bouwen aan de andere kant van de rivier de Uvån. Momenteel wordt het herenhuis nog voornamelijk gebruikt voor recreatieve doeleinden.
Het gebouw is het grootste herenhuis van de Zweedse provincie Värmland.